# 크루서블
《크루서블》(영어: The Crucible)은 미국에서 제작된 니컬러스 하이트너 감독의 1996년 시대극 영화이다. 대니얼 데이루이스, 위노나 라이더 등이 출연하였고, 데이비드 V. 피커 등이 제작에 참여하였다.

## 출연
- 대니얼 데이루이스 - 존 프록터 역
- 위노나 라이더 - 애비게일 윌리엄스 역
- 폴 스코필드 - 토머스 댄포스 판사 역
- 조앤 앨런 - 엘리자베스 프록터 역
- 브루스 데이비슨 - 새뮤얼 패리스 목사 역
- 롭 캠벨 - 존 헤일 목사 역
- 제프리 존스 - 토머스 퍼트넘 역
- 피터 본 - 자일스 코리 역
- 카런 그레이브스 - 메리 워런 역
- 샬레인 우더드 - 티투바 역
- 컬리 로샤 - 머시 루이스 역
- 레이철 벨라 - 베티 패리스 역
- 프랜시스 콘로이 - 앤 퍼트넘 역
- 애슐리 펠던 - 루스 퍼트넘 역
- 엘리자베스 로런스 - 리베카 너스 역
- 조지 게인스 - 새뮤얼 슈얼 판사 역
- 메리 팻 글리슨 - 마사 코리 역
- 로버트 브룰러 - 존 호손 판사 역
- 마이클 개스턴 - 조지 헤릭 집행관 역
- 윌리엄 프레스턴 - 조지 제이컵스 시니어 역

## 기타 제작진
- 협력 제작: 다이애나 퍼코니
- 미술: 릴리 킬버트

## 우리말 녹음
MBC 성우진
- 신성호 - 존 프록터 (대니얼 데이루이스)
- 박선영 - 애비게일 (위노나 라이더)
- 박소라 - 프록터 부인 (조앤 앨런)
- 이윤연 - 목사
- 권혁수 - 호손 판사 (로버트 브룰러)
- 안정현 - 마사 (메리 팻 글리슨)
- 황일청
- 김은영
- 김태훈
- 이도련
- 탁재인
- 기경옥
- 박조호
- 엄현정
- 윤성혜
- 김용준
- 송준석
- 오주연
- 최한
- 문남숙
- 박신희
- 조현정